# Baltic Clean Tanker Index
Der Baltic Clean Tanker Index (BCTI) wird von der Baltic Exchange in London veröffentlicht und ist ein wichtiger Preisindex für das weltweite Verschiffen von Ölprodukten (Benzin, Diesel, Heizöl oder Kerosin) auf Standardrouten.

## Konzept
Der Baltic Clean Tanker Index (BCTI) wird von Montag bis Freitag um 13:00 Uhr UTC (14:00 Uhr MEZ) von der Baltic Exchange, 1744 in London gegründet, veröffentlicht und aus den standardisierten Angaben verschiedener Marktteilnehmer ermittelt. Untergruppen des Index berücksichtigen 7 Hauptschifffahrtsrouten und erfassen die Kosten für Zeitcharter von Produkten- und Chemikalientankern.
Die Nachfrage und damit auch die Frachtraten von Ölprodukten hängen primär vom Wachstum des Bruttosozialprodukts, von strukturellen Veränderungen der Wirtschaft und vom technischen Fortschritt sowie der Entwicklung der Heizöl- und Kraftstoffpreise ab. Die Indexentwicklung beeinflussen neben den Schwankungen des zur Verfügung stehenden Schiffsladeraums auch Hafenkapazitäten, Bedarfsschwankungen (strenger Winter in Europa und den USA), sowie neue Nachfragemärkte wie Volksrepublik China und Indien.
Der Index wird an der Baltic Exchange nicht gehandelt. Anders als die Märkte für Aktien und Anleihen ist der BCTI frei von Spekulation. Zwischen den Forward Freight Agreements (FFAs) auf den BCTI und dem Index selbst ist keine Arbitrage möglich. FFAs sind Frachtderivate und können nicht an der Börse gehandelt werden.
Die Frachtraten werden ausschließlich aus den Angaben von Schiffsmaklern, Reedern und Charterern ermittelt. In den Preis fließen nur die reale Nachfrage und das reale Angebot für den Transport von Ölprodukten auf Standardrouten ein. Im Gegensatz zu den Wirtschaftsdaten unterliegen die Daten des BCTI keinen nachträglichen Änderungen. Mit der Methode, wie der Index ermittelt wird, sind Manipulationen nicht möglich. Die täglichen Aktualisierungen erfolgen in Realzeit.

## Geschichte

### Historischer Überblick
Am 20. April 1998 berechnete die Baltic Exchange zum ersten Mal den Baltic International Tanker Routes Index (BITR) und teilte diesen drei Jahre später, am 1. Oktober 2001, in den Baltic Clean Tanker Index (BCTI) und den Baltic Dirty Tanker Index (BDTI) auf. Der BCTI erfasst Tanker, die gereinigte Ladung wie Ölprodukte (Benzin, Diesel, Heizöl oder Kerosin) transportieren, der BDTI dagegen Tanker, die ungereinigte Ladung wie Rohöl transportieren.
1998 begann der OTC-Handel mit Terminkontrakten auf Frachtraten in Form von Tanker-FFAs.
Am 5. November 1999 fiel der Baltic Clean Tanker Index mit 592 Punkten auf einen historischen Tiefststand. Am 27. Dezember 2000 markierte der BCTI mit 1955 Punkten ein Allzeithoch.
Ein geringerer Bedarf an Heizöl und Kraftstoffen während der weltweiten Rezession ließ den Index bis Dezember 2001 um 68,2 Prozent auf 621 Punkte fallen.
2005 lagen die Frachtraten auf dem höchsten Stand seit 2000. Der BCTI stieg am 24. Oktober 2005 auf 1929 Punkte. Hauptgrund waren die Störungen in der Raffinerietätigkeit der USA durch die Hurrikans, denn dadurch mussten die USA vermehrt Ölprodukte aus Asien importieren. Im August und September 2005 brachten die Hurrikans Katrina und Rita den weltweiten Rohstoff- und Kraftstoffhandel zeitweise aus dem Gleichgewicht.
2008 führte die internationale Finanzkrise, die 2007 in der US-Immobilienkrise ihren Ursprung hatte, zu einer weltweiten Rezession. Wegen der geringeren Nachfrage kam es vor allem ab Ende des dritten Quartals 2008 zu starken Preisrückgängen bei den Frachtraten für Ölprodukte. Am 15. April 2009 sank der Index mit einem Schlussstand von 345 Punkten auf ein Allzeittief. Der Verlust seit dem 19. Juni 2008 (1509 Punkte) beträgt 77,1 Prozent.
Am 11. Januar 2010 stand der Index bei 902 Punkten und damit um 161,4 Prozent höher als am 15. April 2009.

### Jährliche Entwicklung
Nachfolgend sind die jährlichen Höchst-, Tiefst- und Schlussstände sowie die jährliche Performance seit 1999 aufgeführt.
| Jahr  | Höchststand | Tiefststand | Schlussstand | Veränderung in % |
| ----- | ----------- | ----------- | ------------ | ---------------- |
| 1999  | 777         | 592         | 682          |                  |
| 2000  | 1.955       | 656         | 1.955        | 186,7            |
| 2001  | 1.820       | 621         | 688          | −64,8            |
| 2002  | 1.033       | 654         | 1.033        | 50,1             |
| 2003  | 1.527       | 782         | 1.099        | 6,4              |
| 2004  | 1.793       | 843         | 1.610        | 46,5             |
| 2005  | 1.929       | 920         | 1.589        | −1,3             |
| 2006  | 1.669       | 799         | 1.280        | −19,4            |
| 2007  | 1.185       | 746         | 1.086        | −15,2            |
| 2008  | 1.509       | 835         | 838          | −22,8            |
| 2009  | 634         | 345         | 634          | −24,3            |
| 2010  | 902         | 595         | 759          | 19,7             |
| 2011  | 908         | 608         | 908          | 19,6             |
| 2012¹ | 762         | 553         | 756          | −16,7            |

¹ 31. Dezember 2012